# Delia Grigore
Delia Grigore (romaní: Deliya Grigore) (Galați, 7 febbraio 1972) è una filologa, antropologa e attivista rumena di etnia rom.

## Biografia
Delia Grigore è cresciuta sotto il regime comunista rumeno, quando i rom non erano riconosciuti come un gruppo etnico, ma come elementi stranieri che dovevano assimilarsi nella società rumena. Durante quel periodo, la sua famiglia nascose la sua vera identità per evitare discriminazioni. Dopo la rivoluzione rumena del 1989 Grigore ha potuto riaffermare la sua etnia rom e riapprendere la lingua. Nel 1990, Grigore ha completato gli studi secondari presso la Zoia Kosmodemianskaia High School di Bucarest, mentre nel 1992 si è laureata in lingua sanscrita presso l' all'Università di Bucarest . Nel 1995 si è laureata in filologia rumena e inglese presso la facoltà di filologia dell'Università di Bucarest. Dal 2000, Delia Grigore ha pubblicato una serie di scritti sulla cultura e la lingua rom.
Nel 2002 Grigore ha conseguito il Dottorato in Antropologia della cultura Rom con la tesi Costumi familiari della cultura tradizionale rom con identità nomade nel sud-est della Romania. Attualmente insegna nel Dipartimento di Lingue e letterature straniere dell'Università di Bucarest. È stata anche coinvolta nella difesa dei diritti dei rom come presidente dell'Associazione ȘATRA / ASTRA - "Amare Rromentza".
Nel febbraio 2002, Delia Grigore ha richiesto che le autorità statali rumene e la guida della Chiesa ortodossa rumena riconoscessero la loro responsabilità per l'applicazione e le conseguenze di cinque secoli di schiavitù del popolo rom negli storici stati rumeni di Valacchia e Moldavia.

## Pubblicazioni principali
- Siklioven i Rromani chib - Ghid de limbă și cultură rromani "Impara la lingua Rromani - Linee guida della lingua e della cultura Rromani" (2000, Aven Amentza, Bucarest)
- Rromanipen-ul (rromani dharma) și mistica familiei "Rromanipen (Rromani Dharma) and the Family Mystics" (2001, Salvați copiii, Bucharest)
- Presentazione di studi culturali tradizionali romani - Curs de antropologie rromani "Introduzione allo studio della cultura tradizionale Rromani - Corso di antropologia Rromani" (2001, CREDIS, Università di Bucarest)
- Rromii: tipuri și arhetipuri identitare "Rroma: tipi di identità e archetipi" un capitolo in Rromii culturai cultura populară română. Patrin thai iag " Rroma e la cultura popolare rumena. Foglia e fuoco "(2002, Aven Amentza, Bucarest), coordinatore: Vasile Ionescu
- Istoria și tradițiile minorității rromani "Storia e tradizioni della minoranza Rromani" (2005, Sigma, Bucarest), scritta insieme a Petre Petcuț e Mariana Sandu